# Fédération Béninoise de Basket-ball
Fédération Béninoise de Basket-ball (kurz FBBB, deutsch Beninischer Basketballverband) ist der beninische Basketballverband.

## Hintergrund
Der Verband mit Sitz in Cotonou wurde im Jahr 1950 gegründet und trat zwölf Jahre später dem Weltdachverband Fédération Internationale de Basketball bei.
Die FBBB wird im Herrensport international durch die beninische Basketballnationalmannschaft, die beispielsweise bei Basketball-Afrikameisterschaft 1974 antrat, vertreten und organisiert national die beninische Basketballmeisterschaft, die seit 2021 in der Ligue Professionnelle de Basket-ball du Bénin durchgeführt wird.
Zum Ende der Spielzeit 2003/2004 gehörten dem Verband 56 registrierte Vereine, 2172 männliche und 854 weibliche Spieler mit Lizenz sowie 12.050 ohne Lizenz an. Gemäß den Angaben des Weltverbandes laut FIBA agiert Ismahinl Onifade mit Stand Dezember 2023 als Verbandspräsident und Martin Dieudonné Djogui als Generalsekretär.